# マーシャル郡 (テネシー州)
マーシャル郡（英: Marshall County）は、アメリカ合衆国テネシー州の中央部に位置する郡である。2010年国勢調査での人口は30,617人であり、2000年の26,767人から14.4%増加した。郡庁所在地はルイスバーグ市（人口11,100人）であり、同郡で人口最大の都市でもある。
テネシー州知事を輩出した数ではテネシー州のどの郡よりも多く、「知事の母」というニックネームがある。またテネシー・ウォーキング・ホースの飼育者協会と展示者協会がある。フェインティング山羊の産地でもある。この特徴ある品種を祝すために毎年「山羊、音楽、さらにそれ以上」という祭を開催しており、世界中から観衆を集めている。

## 歴史
1825年、ベッドフォード郡、リンカーン郡、モーリー郡、ジャイルズ郡の郡民が、これら4郡の一部を合わせて新郡を設立する請願をテネシー州議会に提出した。彼らは、郡庁所在地が遠すぎて何かと行き届かないことがあると述べていた。1836年2月20日、テネシー州議会はマーシャルと名付ける新郡の設立を採択した。郡名は法学者で、アメリカ合衆国最高裁判所長官を務めたジョン・マーシャルにちなんで名付けられた。郡の記録に拠れば、初期開拓者の大多数は農夫だった。
ビュフォード・エリントン、ヘンリー・ホリス・ホートン、ジム・ナンス・マコードの3人の州知事が、知事選に出馬したときにマーシャル郡に住んでいた。このことでマーシャル郡は「知事の母」というニックネームがある。

## 地理
アメリカ合衆国国勢調査局に拠れば、郡域全面積は376平方マイル (970 km2)であり、このうち陸地375平方マイル (970 km2)、水域は1平方マイル (2.6 km2)で水域率は0.20%である。ダック川がヘンリー・ホートン州立公園内を流れている。

### 隣接する郡
- ラザフォード郡 - 北東
- ベッドフォード郡 - 東
- リンカーン郡 - 南東
- ジャイルズ郡 - 南西
- モーリー郡 - 西
- ウィリアムソン郡 - 北西

## 人口動態

人口ピラミッド

以下は2000年の国勢調査による人口統計データである。
| 基礎データ - 人口: 26,767人 - 世帯数: 10,307 世帯 - 家族数: 7,472 家族 - 人口密度: 28人/km2（71人/mi2） - 住居数: 11,181軒 - 住居密度: 12軒/km2（30軒/mi2） 人種別人口構成 - 白人: 89.42% - アフリカン・アメリカン: 7.77% - ネイティブ・アメリカン: 0.25% - アジア人: 0.31% - 太平洋諸島系: 0.01% - その他の人種: 1.46% - 混血: 0.77% - ヒスパニック・ラテン系: 2.87% | 年齢別人口構成 - 18歳未満: 25.6% - 18-24歳: 8.7% - 25-44歳: 29.9% - 45-64歳: 23.2% - 65歳以上: 12.6% - 年齢の中央値: 36歳 - 性比（女性100人あたり男性の人口） - 総人口: 95.4 - 18歳以上: 92.9 世帯と家族（対世帯数） - 18歳未満の子供がいる: 33.8% - 結婚・同居している夫婦: 56.8% - 未婚・離婚・死別女性が世帯主: 11.6% - 非家族世帯: 27.5% - 単身世帯: 23.9% - 65歳以上の老人1人暮らし: 10.0% - 平均構成人数 - 世帯: 2.56人 - 家族: 3.02人 | 収入と家計 - 収入の中央値 - 世帯: 38,457米ドル - 家族: 45,731米ドル - 性別 - 男性: 31,876米ドル - 女性: 22,362米ドル - 人口1人あたり収入: 17,749米ドル - 貧困線以下 - 対人口: 10.0% - 対家族数: 7.3% - 18歳未満: 10.8% - 65歳以上: 13.1% |

## 都市と町
| - ベルファスト - チャペルヒル | - コーナーズビル - ルイスバーグ - 郡庁所在地 | - ミルタウン - ピーターズバーグ |